# Sapallanga (distrito)
Sapallanga é um distrito da província de Huancayo, localizado do Departamento de Junín, Peru.

## Transporte
O distrito de Sapallanga é servido pela seguinte rodovia:
- PE-3SC, que liga a cidade de Huancayo ao distrito de Ñahuimpuquio (Região de Huancavelica)[2][3][4]